# Z Геркулеса
Z Геркулеса (лат. Z Herculis), HD 163930 — двойная затменная переменная звезда типа Алголя (EA) в созвездии Геркулеса на расстоянии приблизительно 279 световых лет (около 85,6 парсек) от Солнца. Видимая звёздная величина звезды — от +8,18m до +7,3m. Орбитальный период — около 3,9928 суток.
Открыта Сетом Чандлером в 1894 году*.

## Характеристики
Первый компонент (HD 163930A) — жёлто-белая эруптивная переменная звезда типа RS Гончих Псов (RS)*** спектрального класса F4IV-V, или F5V, или F5p, или F5, или F6V, или F6, или F8V. Масса — около 1,635 солнечной, радиус — около 3,115 солнечных, светимость — около 9 солнечных. Эффективная температура — около 5700 K.
Второй компонент (HD 163930B) — оранжевая звезда спектрального класса K0IV. Масса — около 1,312 солнечной, радиус — около 2,743 солнечных, светимость — около 2,8 солнечных*. Эффективная температура — около 4977 K.

## Планетная система
В 2019 году учёными, анализирующими данные проектов HIPPARCOS и Gaia, у звезды обнаружена планета.